# 藍正龍
藍 正龍（ラン・ジェンロン、1979年3月1日 - ）は台湾宜蘭県出身の俳優。身長180cm、体重70kg、血液型O型。

## 来歴
2014年5月17日、facebookでジェイド・チョウ（周幼婷）と結婚を発表。
2015年5月16日、facebookで長女誕生を発表。
2015年9月26日、ドラマ『妹妹（邦題：僕らのメヌエット）』で、第50屆金鐘奨の戲劇節目男主角獎（最優秀主演男優賞）を受賞。
2016年10月5日、facebookで長男誕生を発表。
2019年、映画『ぼくの人魚姫』で初監督。
2023年6月、ジェイド・チョウ（周幼婷）との離婚を発表。

## 出演作品

### テレビドラマ
- インターン（原題：大病院小医師）（2000年、PTS）- ヤン・ガー（楊格） 役
- 明星★学園 第1シリーズ（原題：麻辣鮮師）（2000年）- 藍星龍 役
- 流星花園～花より男子～（2001年、CTS）- チンヨン（清永） 役
- アウトサイダー〜闘魚〜（2004年、GTV）- シャン・リージェ（單立傑） 役
- ファイアー・ミッション（原題：火線任務）（2004年）- タン・ハンション（唐漢生） 役
- 波麗士大人（2008年、台視、三立）- 劉漢強 役
- 幸福的抉擇（2008年、台視、三立）- 李浩哲 役
- ハッピーメーカー（原題：福氣又安康） （2009年、台視、三立）- 嚴大風 役
- P.S.男（原題：偷心大聖PS男）（2010年、台視、三立）- シア・フージエ（夏和杰） 役
- マジで君に恋してる（原題：粉愛粉愛你） （2012年、CTS）- ユージエ（常宇傑） 役
- ショコラ（原題：流氓蛋糕店） （2013年、台視、GTV）- チン・シーウー（秦是吾） 役
- 僕らのメヌエット（原題：妹妹） （2014年、台視、GTV）- ダイ・ヤオチー（戴耀起） 役
- 植劇場-姜老師，妳談過戀愛嗎？（2016年、台視、GTV）- 陳威霖 役
- 私の隣に元カレ（原題：前男友不是人）（2018年、台視、GTV）- ダイ・ハイアン（戴海安） 役

### 映画
- 鶏排英雄（2011年）- 陳一華（阿華） 役
- 阿嬤的夢中情人（2011年）- 劉奇生 役　（映画祭タイトルは「おばあちゃんの夢中恋人」）
- 大囍臨門（2015年）- 空港職員 役
- 大釣哥（2017年）- 藍小龍 役
- 神祕家族（2017年）- 黑衣人 役
- ぼくの人魚姫[2]（2019年）- 可夫 役

### CM
- 中国、香港版「飄柔男性洗髪乳（飄柔男性用シャンプー）」（1999年）
- 泛亞電信（1999年）
- 歯磨き粉「黒人」（2000年）
- ダイエットコカコーラ（2001年）
- 裕隆日產 Sentra[4]（2016年）

## 監督作品

### 映画
- ぼくの人魚姫（2019年）
- 台北アフタースクール（2023年）